# Paradise River (Pieman River)
Der Paradise River ist ein Fluss im Nordwesten des australischen Bundesstaates Tasmanien.

## Geografie
Der etwas mehr als elf Kilometer lange Paradise River entspringt an den Westhängen des Mount Livingstone und fließt nach Westen. Er mündet rund 36 Kilometer westlich von Rosebery, unterhalb der Staumauer, in den Pieman River.